# México en los Juegos Paralímpicos de Arnhem 1980
México estuvo representado en los Juegos Paralímpicos de Arnhem 1980 por un total de 27 deportistas, 19 hombres y 8 mujeres.

## Medallistas
El equipo paralímpico mexicano obtuvo las siguientes medallas:
| Nombre                                                                   | Deporte       | Evento                                     |
| ------------------------------------------------------------------------ | ------------- | ------------------------------------------ |
| Oro                                                                      |               |                                            |
| Josefina Cornejo                                                         | Atletismo     | 60 m 1A femenino                           |
| Josefina Cornejo                                                         | Atletismo     | Disco 1A femenino                          |
| Josefina Cornejo                                                         | Atletismo     | Maza 1A femenino                           |
| Josefina Cornejo                                                         | Atletismo     | Peso 1A femenino                           |
| Juana Soto                                                               | Atletismo     | 60 m 5 femenino                            |
| Juana Soto                                                               | Atletismo     | 800 m 5 femenino                           |
| Juana Soto                                                               | Atletismo     | 1500 m 5 femenino                          |
| Martha Sandoval                                                          | Atletismo     | Disco 1B femenino                          |
| María de los Ángeles Valdez                                              | Atletismo     | 60 m 3 femenino                            |
| Dora Elia García Rosa Cámara Juana Soto María de los Ángeles Valdez      | Atletismo     | 4 × 60 m 2-5 femenino                      |
| Eusebio Valdez                                                           | Atletismo     | 100 m 2 masculino                          |
| Eusebio Valdez                                                           | Atletismo     | 200 m 2 masculino                          |
| Eusebio Valdez                                                           | Atletismo     | 400 m 2 masculino                          |
| Francisco de las Fuentes                                                 | Atletismo     | 60 m 1A masculino                          |
| Eduardo Monsalvo                                                         | Atletismo     | 60 m 1C masculino                          |
| Pedro Sandoval                                                           | Atletismo     | Disco 1C masculino                         |
| Francisco de las Fuentes Arturo Granados Eduardo Monsalvo Pedro Sandoval | Atletismo     | 4 × 60 m 1A-1C masculino                   |
| Martha Sandoval                                                          | Natación      | 25 m espalda 1B femenino                   |
| Martha Sandoval                                                          | Natación      | 25 m libre 1B femenino                     |
| Alfredo Chávez                                                           | Tiro con arco | Doble ronda FITA paraplejia baja masculino |
| Plata                                                                    |               |                                            |
| Martha Sandoval                                                          | Atletismo     | 60 m 1B femenino                           |
| Martha Sandoval                                                          | Atletismo     | Maza 1B femenino                           |
| Martha Sandoval                                                          | Atletismo     | Peso 1B femenino                           |
| María de los Ángeles Valdez                                              | Atletismo     | 200 m 3 femenino                           |
| María de los Ángeles Valdez                                              | Atletismo     | 400 m 3 femenino                           |
| Dora Elia García                                                         | Atletismo     | 60 m 2 femenino                            |
| Josefina Cornejo                                                         | Atletismo     | Eslalon 1A femenino                        |
| Francisco de las Fuentes                                                 | Atletismo     | Eslalon 1A masculino                       |
| Francisco de las Fuentes                                                 | Atletismo     | Maza 1A masculino                          |
| Juan Cornejo                                                             | Atletismo     | Eslalon 1C masculino                       |
| Arturo Granados                                                          | Atletismo     | 60 m 1B masculino                          |
| Pedro Sandoval                                                           | Atletismo     | 60 m 1C masculino                          |
| René Corona Uriel Martínez Rubén Rojas Eusebio Valdez                    | Atletismo     | 4 × 100 m 2-5 masculino                    |
| Josefina Cornejo                                                         | Natación      | 25 m espalda 1A femenino                   |
| Josefina Cornejo                                                         | Natación      | 25 m libre 1A femenino                     |
| Henry Delgadallio                                                        | Natación      | 50 m espalda 3 masculino                   |
| Bronce                                                                   |               |                                            |
| Ana María Tenorio                                                        | Atletismo     | 800 m 4 femenino                           |
| Ana María Tenorio                                                        | Atletismo     | Pentatlón 4 femenino                       |
| Uriel Martínez                                                           | Atletismo     | 800 m 4 masculino                          |
| G. M. Oviedo                                                             | Atletismo     | 200 m 2 masculino                          |
| Antonio Castello                                                         | Natación      | 100 m espalda 6 masculino                  |
| Josefina Cornejo                                                         | Tenis de mesa | Individual 1A femenino                     |